# Sotkaselkä (kulle i Tunturi-Lappi, lat 67,40, long 25,68)
Sotkaselkä är en kulle i Finland.   Den ligger i den ekonomiska regionen  Fjäll-Lappland  och landskapet Lappland, i den norra delen av landet, 800 km norr om huvudstaden Helsingfors. Toppen på Sotkaselkä är 259 meter över havet.
Terrängen runt Sotkaselkä är huvudsakligen platt.  Trakten runt Sotkaselkä är nära nog obefolkad, med mindre än två invånare per kvadratkilometer.